# Жирицкий, Георгий Сергеевич
Гео́ргий Серге́евич Жири́цкий (26 сентября [8 октября] 1893, Крапивна, Тульская губерния — 4 июня 1966, Казань) — советский механик и инженер-конструктор, специалист в области теплотехники и турбостроения; один из пионеров отечественного авиационного и ракетного жидкостного двигателестроения. Доктор технических наук (1937), профессор (1925).
Преподавал в Киевском политехническом институте, Московском высшем техническом училище, Московском энергетическом институте, Казанском авиационном институте; работал в КБ-2 при ОКБ-16 и ОКБ-РД в должности заместителя главного конструктора В. П. Глушко. В 1937 году был необоснованно арестован, после чего сидел в ростовской тюрьме, а в 1939—1944 годах занимался конструкторскими разработками в «шарашках»; в августе 1944 года освобождён. Автор первого в СССР учебника по паровым турбинам, монографий и учебников по паровым машинам, газовым турбинам, реактивным двигателям летательных аппаратов. Один из основоположников фундаментального инженерного образования в области теплоэнергетики и теплотехники.

## Биография
Георгий Сергеевич Жирицкий родился 26 сентября (8 октября) 1893 года в городе Крапивна (ныне — село Щёкинского района Тульской области), в семье лесничего С. Н. Жирицкого. Родители его вскоре разошлись; Георгия воспитывала мать, работавшая счетоводом в Киевской казённой палате, а затем — в Киевской городской управе. Уже с 14 лет Георгий самостоятельно зарабатывал, давая уроки.

### Киевский период
В 1911 году Георгий Жирицкий с золотой медалью окончил Первую Киевскую гимназию и в том же году поступил на механический факультет Киевского политехнического института, который окончил в 1915 году. Дипломный проект, разработанный Жирицким, был признан лучшим и отмечен денежной премией; через год последовала публикация его первой научной статьи.
С 1915 году работал на заводе «Наваль» в Николаеве. В 1918 году Г. С. Жирицкий был избран по конкурсу преподавателем Киевского политехнического института; он переехал в Киев и приступил к работе на кафедре Паровых котлов, которой тогда заведовал профессор А. Я. Ступин. Совмещая работу инженера на заводе «Физиохимик» с педагогической деятельностью в институте, он преподаёт техническое черчение, практическую механику, паровые машины и паровые турбины, тепловые двигатели. В 1925 году Наркомпрос Украины утверждает 32-летнего Жирицкого профессором по паровым двигателям, а в следующем году его назначают деканом механического факультета и заведующим кафедрой Паровых машин. В 1926 и 1927 годах Жирицкий в ходе научных командировок в Германию ознакомился с практикой немецкого турбостроения.

### Московский период
В 1929 году Г. С. Жирицкий участвовал в конкурсе на должность заведующего кафедрой Паровых турбин Московского высшего технического училища (МВТУ). После избрания он переехал в Москву и в 1929/1930 учебном году работал в этой должности, читая курс паровых турбин для тех студентов, кто специализировался по данному предмету, и курс тепловых двигателей для всех студентов механического факультета МВТУ. Ассистентами у профессора Жирицкого были тогда В. В. Уваров и А. В. Щегляев. Одновременно Г. С. Жирицкий заведовал кафедрой паровых машин в Московском механико-электротехническом институте имени М. В. Ломоносова, а в Институте народного хозяйства имени Г. В. Плеханова (ИНХ) читал курсы паровых машин и паровых турбин.
Летом 1930 года в ходе кампании по разукрупнению московских вузов МВТУ разделили на пять самостоятельных училищ, причём электротехнический факультет был выделен в Высшее энергетическое училище. Такому же разукрупнению подвергся и ИНХ имени Г. В. Плеханова, на базе электропромышленного факультета которого был создан самостоятельный отраслевой институт с электротехническими специальностями. С осени 1930 года оба отраслевых энергетических вуза были объединены в единый Московский энергетический институт (МЭИ). Поскольку в Высшем механико-машиностроительном училище, ставшем преемником «старого» МВТУ, специальность «паровые турбины» была закрыта, Г. С. Жирицкий перешёл на работу в МЭИ, где подготовка инженеров по данной специальности была предусмотрена.
В новообразованном МЭИ Г. С. Жирицкий стал первым заведующим (1930—1937 гг.) кафедрой Паротурбинных установок, организованной под его руководством. В 1931 году он создал при этой кафедре лабораторию паровых турбин. Кафедра стала кузницей специалистов по турбинам в СССР.
В том же 1930 году ОГПУ сфабриковало дело «Промпартии»; по данным следствия, речь шла о создании антисоветской подпольной организации, члены которой занимались вредительством в промышленности и на транспорте и шпионажем по заданиям французского генерального штаба. Главой «Промпартии» был объявлен директор Всесоюзного теплотехнического института профессор Л. К. Рамзин. Всего по данному делу было арестовано несколько сот человек. Аресты коснулись многих специалистов по теплотехнике: Рамзин возглавлял «Бюро теплотехнических съездов», занимавшееся подготовкой ко всесоюзным теплотехническим съездам и признанное «вредительской» организацией. Однако Г. С. Жирицкому (несмотря на показания некоторых «промпартийцев» о его принадлежности к контрреволюционной организации) ареста удалось избежать.
В 1932 году все имевшиеся в МЭИ теплотехнические специальности были объединены в Теплотехнический факультет (ТТФ). Первым деканом ТТФ был назначен Г. С. Жирицкий, который оставался на этом посту до 1936 года и вложил немало трудов в организацию учебной и научной работы на факультете. В 1933 году вновь организованный ВАК утвердил Жирицкого в учёном звании профессора, а в 1937 году ему без защиты диссертации присвоили учёную степень доктора технических наук — на основании ранее опубликованных научных работ (его книги по паровым машинам и по паровым турбинам надолго стали для студентов энергомашиностроительных и теплотехнических специальностей основными учебниками).
Научная, педагогическая и организаторская деятельность Г. С. Жирицкого в МЭИ закончилась в 1937 году — после его необоснованного ареста. Всего за несколько лет этой работы он заложил надёжную основу для дальнейшего развития кафедры Паротурбинных установок и сформировал работоспособный творческий коллектив, возглавлявшийся позже (в 1938—1970 гг.) его учеником А. В. Щегляевым. Кафедру в 1943 году передали с ТТФ на новообразованный Энергомашиностроительный факультет (ЭнМФ) и переименовали в кафедру Тепловых двигателей (с 1950 года — кафедра Паровых и газовых турбин, ПГТ).
До 1939 года, пока велось следствие, Г. С. Жирицкого держали в ростовской тюрьме, в одной камере с уголовниками. От расправы его спасло хорошее знание художественной литературы: своим сокамерникам он ежедневно пересказывал по памяти приключенческие романы Фенимора Купера, Майна Рида, Джека Лондона и других писателей.
В 1939 году был переведён в Москву, где, отбывая заключение, работал в конструкторской группе 4-го Спецотдела НКВД (т. н. «шарашке») при Тушинском авиамоторостроительном заводе № 82 НКАП, которая под руководством А. Д. Чаромского занималась конструированием авиационных двигателей. В Тушинской шарашке Жирицкий оказался в одной комнате с профессором Б. С. Стечкиным, заместителем Чаромского, и постепенно с ним подружился. Стечкин увлёк Жирицкого проектированием приводного центробежного нагнетателя для многовального авиационного дизельного двигателя, и Жирицкий, ранее не имевший отношения к дизелям, быстро стал отличным специалистом по газовым процессам; этой переквалификации способствовали его высокий уровень математической подготовки и незаурядные конструкторские навыки. В тушинский период своего заключения Г. С. Жирицкий также тесно сотрудничал с В. П. Глушко, который первоначально разрабатывал газогенератор ГГ-3 для привода двигателя быстроходной глиссирующей морской торпеды, а затем — проект вспомогательной установки ЖРД, предназначенной для форсирования манёвром двухмоторного самолёта-истребителя «С-100».

### Казанский период
Осенью 1940 года группу Глушко перевели на Казанский авиационный моторостроительный завод № 16, где она продолжала заниматься разработкой вспомогательных самолётных установок ЖРД с насосной подачей топлива. Группа находилась на территории завода № 16, но подчинялась не директору завода, а начальнику специального КБ НКВД капитану госбезопасности В. А. Бекетову, имевшему дипломом инженера-металлурга. Осенью 1941 года в Казань была перебазирована и остальная часть работников Тушинской шарашки, включая и Г. С. Жирицкого. Первоначально он продолжал работу в группе Чаромского над созданием турбокомпрессора, но в феврале 1942 года Чаромского с частью сотрудников руководство 4-го Спецотдела НКВД перевело в Москву, а Жирицкий вместе с другими заключёнными и вольнонаёмными, ранее работавшими с Чаромским, присоединились к группе Глушко.
С осени 1941 года казанская спецтюрьма получила официальное название «ОКБ 4-го Спецотдела НКВД СССР при заводе № 16 НКАП» (ОКБ-16); начальником ОКБ стал Бекетов. Формально это особое КБ тюремного типа было утверждено приказом Наркомата авиационной промышленности СССР только в январе 1942 года. Тогда же в структуре ОКБ-16 по каждому тематическому проекту были созданы конструкторские бюро с закреплённым за каждым из них штатом сотрудников: КБ-1 (главный конструктор Б. С. Стечкин) и КБ-2 (главный конструктор В. П. Глушко; последний получил должность главного конструктора ещё в конце 1941 года в связи с развёртыванием работ по самолётному ЖРД РД-1). В штатном расписании КБ-2 было два заместителя главного конструктора: заместитель по конструкторским работам (Г. С. Жирицкий) и заместитель по экспериментальным работам (Д. Д. Севрук).
В состав КБ-2 вошли высококвалифицированные учёные, конструкторы, экспериментаторы, технологи, металлурги, химики. Кроме упомянутых ранее, здесь работали профессора К. И. Страхович, А. И. Гаврилов, В. В. Пазухин, инженеры В. А. Витка, Г. Н. Лист, Н. Л. Уманский, Н. С. Шнякин, А. А. Мееров, А. С. Назаров, Н. А. Желтухин. В ноябре 1942 года в Казанскую шарашку перевели С. П. Королёва, которого также зачислили в состав КБ-2 (в 1943—1944 гг. он был начальником «группы № 5 по разработке реактивной установки», занимавшей в структуре ОКБ-16 относительно автономное положение). Опыт и знания, которые сотрудники КБ-2 принесли из разных областей науки и техники, позволили коллективу бюро успешно разработать и внедрить в производство оригинальные конструкции авиационных ЖРД.
Работы по созданию РД-1 ГКО СССР признал успешными, и нарком внутренних дел Л. П. Берия 16 июля 1944 года обратился с письмом к председателю ГКО И. В. Сталину, предложив освободить со снятием судимости 35 особо отличившихся заключённых специалистов ОКБ-16 (список прилагался к письму). Сталин дал своё согласие, и 27 июля 1944 года Президиум Верховного Совета СССР принял решение о досрочном освобождении со снятием судимости заключённых из упомянутого списка; в их число вошли и 9 ведущих работников КБ-2: В. А. Витка, В. П. Глушко, Г. С. Жирицкий, С. П. Королёв, Г. Н. Лист, В. Л. Пржецлавский, Д. Д. Севрук, Н. Л. Уманский, Н. С. Шнякин. 9 августа им объявили о досрочном освобождении, а через 3-4 дня выдали паспорта.
В том же августе 1944 года бывшее КБ-2 приказом по НКАП было преобразовано в Опытно-конструкторское бюро реактивных двигателей — ОКБ-РД, известное также под открытым названием ОКБ-СД (специальных двигателей); в него зачислили вольнонаёмных и вновь освобождённых сотрудников КБ-2, а также прикомандировали часть заключённых, входивших в спецконтингент 4-го Спецотдела НКВД. Глушко остался главным конструктором, Жирицкий и Севрук — его заместителями; направляя в НКАП просьбу об утверждении в должности своих заместителей и установлении им персональных окладов, В. П. Глушко указывал, что Г. С. Жирицкий приобрёл большой опыт конструирования насосов для реактивных двигателей и является конструктором ряда основных узлов двигателя РД-1, успешно прошедших испытания. Осенью 1944 года ещё одним заместителем главного конструктора был утверждён С. П. Королёв.
Осенью 1944 года профессор Г. С. Жирицкий возвращается к педагогической деятельности: одновременно с работой ОКБ-РД над перспективными образцами реактивных двигателей он преподаёт в Казанском авиационном институте (КАИ). Другие ведущие работники ОКБ-РД в это время также уделяют время подготовке инженерно-технических кадров по реактивным двигателям: приказом НКАП от 1 мая 1945 года в КАИ была организована первая в Советском Союзе кафедра ракетных двигателей, возглавляемая В. П. Глушко. В соответствии с утверждённым приказом директора КАИ Г. В. Каменкова от 14 июля 1945 года штатным расписанием новой кафедры, Г. С. Жирицкий занял должность профессора, а С. П. Королёв, Г. Н. Лист, Д. Д. Севрук и Д. Я. Брагин — должности старших преподавателей.
Упорный труд работников ОКБ-РД в годы Великой Отечественной войны был отмечен государственной наградой. В сентябре 1945 года по Указу Президиума Верховного Совета СССР «За образцовое выполнение заданий правительства в области конструирования и создания новой техники» была награждена большая группа конструкторов авиационной промышленности, включая и работников ОКБ-РД: Глушко и Севрук получили ордена Трудового Красного Знамени, а Витка, Жирицкий, Королёв, Лист, Уманский и Шнякин — ордена «Знак Почёта».
Однако многим из них всерьёз заняться преподаванием тогда не пришлось. В июле — сентябре 1945 года большинство из них были командированы в Германию для изучения конструкции немецких боевых баллистических ракет А-4 («Фау-2»). Г. С. Жирицкий и Д. Д. Севрук, первоначально также включённый в составленный Глушко список работников ОКБ-РД, подлежащих командировке в Германию, туда в 1945 году не поехали: они решили не оставлять ОКБ-РД без руководства.
3 июля 1946 года был издан приказ министра авиационной промышленности СССР М. В. Хруничева о перебазировании ОКБ-РД из Казани в подмосковные Химки, где находился авиационный завод № 456; завод подлежал перепрофилированию под производство ЖРД для баллистических ракет и самолётов, а ОКБ-РД переключалось на проектирование мощных ЖРД и переименовывалась в ОКБ-456. В ноябре 1946 года большинство работников бывшего ОКБ-РД вместе с членами семей переехали в Химки. Г. С. Жирицкий остался в Казани, решив полностью сосредоточиться на работе в КАИ по подготовке инженеров-двигателистов. В 1947 году он создал в КАИ кафедру Турбомашин (с 2006 года — кафедра газотурбинных, паротурбинных установок и двигателей, ГПТУиД), которую возглавлял в течение 18 лет — до 1965 года. Кафедра специализировалась на лопаточных машинах, и прежде всего — на турбомашинах авиационно-ракетных двигателей.
Стараниями Жирицкого кафедра уже через год после основания обрела своё лицо и начала нормальный учебный процесс: развернулась научно-исследовательская работа, в основном сконцентрированная на исследовании систем охлаждения рабочих лопаток авиационных газовых турбин, было организовано курсовое проектирование по дисциплинам кафедры. Г. С. Жирицкий исходил из того, что именно в организации и постановке проектирования закладываются основы высокого качества подготовки инженера по двигателям летательных аппаратов, и не уставал повторять: «Без серьёзного, с высокой требовательностью, проектирования не может быть авиационного инженера». В 1957 году при кафедре Турбомашин КАИ была открыта проблемная лаборатория, что открыло новые возможности для интенсификации научных исследований и совершенствования учебного процесса.
Длительное время Г. С. Жирицкий был главным редактором журнала «Авиационная техника».
В 1965 году Г. С. Жирицкий тяжело заболел: в результате инсульта у него была потеряна речь и парализована правая рука. Однако он научился писать левой рукой и незадолго до смерти практически закончил работу над рукописью своей последней книги.
Скончался Георгий Сергеевич Жирицкий в Казани 4 июня 1966 года. Похоронен на Арском кладбище.
Кафедру Турбомашин в КАИ после кончины Г. С. Жирицкого возглавил его ученик В. И. Локай, а в 1991 году — Л. В. Горюнов, один из последних аспирантов Жирицкого.

## Научная деятельность
Основные научные труды Г. С. Жирицкого относятся к теплотехнике, турбостроению и ракетному двигателестроению; они посвящены теории и конструированию паровых машин, паровых и газовых турбин, реактивных двигателей.
В 1925 году выходит из печати монография Г. С. Жирицкого «Паровые машины», выдержавшая шесть изданий. В 1927 году им был издан первый в СССР учебник по паровым турбинам с систематическим изложением теории и конструкций таких турбин. В 1948 году была опубликована монография Г. С. Жирицкого «Газовые турбины», где ему удалось впервые с исчерпывающей полнотой изложить курс проектирования высокотемпературных газовых турбин, включающий методики тепловых и газодинамических расчётов, инженерные методы расчёта на прочность и описания конструкции лопаток, дисков и других деталей турбин. Особую важность для дальнейшего развития транспортного и авиационного газотурбостроения имели разделы монографии, относившиеся к методике проектирования и расчётам систем охлаждения газовых турбин.
Совместно с В. А. Стрункиным им была написана книга «Конструкции и расчёт на прочность деталей паровых турбин» (3-е издание опубликовано в 1968 году) с изложением инженерных методов расчёта на прочность и описаниями конструкций деталей мощных паровых турбин. В 1971 году было опубликовано 2-е издание учебного пособия «Газовые турбины двигателей летательных аппаратов», написанного Г. С. Жирицким совместно с учениками В. И. Локаем, М. К. Максутовой и В. А. Стрункиным; в данном пособии его авторы, опираясь на огромный педагогический и конструкторский опыт Г. С. Жирицкого, сумели объединить в единое целое теорию теплового процесса и газодинамику с расчётами на прочность и вопросами проектирования охлаждаемых элементов конструкции газовых турбин.
Профессор Г. С. Жирицкий не только создал основы фундаментального инженерного образования в области теплоэнергетики и теплотехники, но и подготовил значительное количество инженеров и учёных (только в КАИ — 16 кандидатов технических наук, трое из которых позже защитили докторские диссертации). Он внёс существенный вклад в становление научной работы и учебного процесса в Казанском авиационном институте (где он стал основателем научной школы по газотурбостроению) и на Теплотехническом факультете МЭИ.

## Память

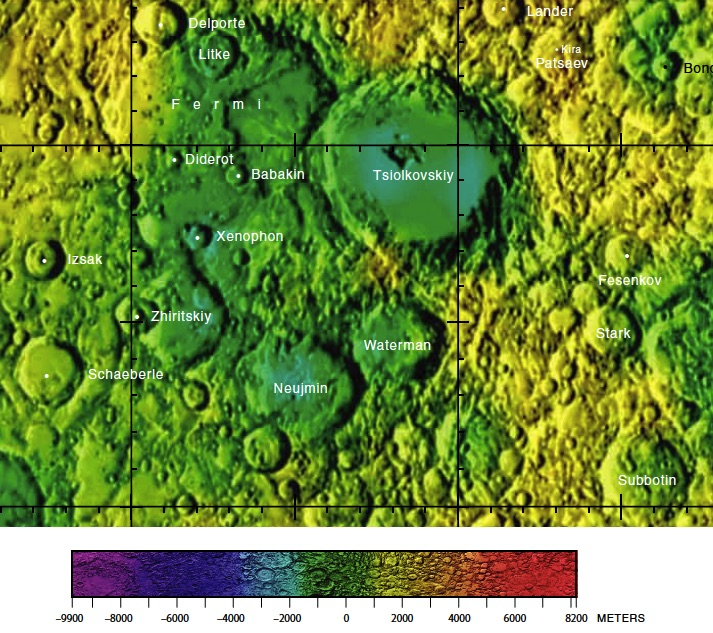
Фрагмент карты обратной стороны Луны: окрестности кратера Ферми (слева — кратер Жирицкий)

Комиссия АН СССР по наименованию образований на обратной стороне Луны присвоила имя Г. С. Жирицкого кратеру диаметром 33,36 км; в 1970 году название было утверждено Международным астрономическим союзом. Кратер Жирицкий (Zhiritskiy) расположен в южном полушарии Луны, к юго-юго-западу от более крупного кратера Ферми.
В 1983 году, к 90-летию со дня рождения Г. С. Жирицкого, Совет Министров Татарской АССР принял постановление о размещении на главном здании КАИ мемориальной доски в честь выдающегося учёного.

## Награды и звания
- Орден Ленина (1961)[41]
- Орден «Знак Почёта» (1945)[28]
- Почётное звание «Заслуженный деятель науки и техники ТАССР» (1953)[42]
- Почётное звание «Заслуженный деятель науки и техники РСФСР» (1963)[5]

## Публикации
- Жирицкий Г. С. . Паровые машины. — Киев: Изд-во Исполбюро Пролетстуда КПИ, 1925. — 434 с.
- Жирицкий Г. С. . Паровые турбины. — Киев: Изд-во Исполбюро КПИ, 1927. — 387 с.
- Жирицкий Г. С. . Газовые турбины. — М.: Госэнергоиздат, 1948. — 504 с.
- Жирицкий Г. С. . Авиационные газовые турбины. — М.: Оборонгиз, 1950. — 512 с.
- Жирицкий Г. С., Стрункин В. А. . Конструкция и расчёт на прочность деталей паровых и газовых турбин. 3-е изд. — М.: Машиностроение, 1968. — 520 с.
- Жирицкий Г. С., Локай В. И., Максутова М. К., Стрункин В. А. . Газовые турбины двигателей летательных аппаратов. 2-е изд. — М.: Машиностроение, 1971. — 620 с.